# Thecla ligurina
Thecla ligurina är en fjärilsart som beskrevs av William Chapman Hewitson 1874. Thecla ligurina ingår i släktet Thecla och familjen juvelvingar. Inga underarter finns listade i Catalogue of Life.